# Jayne Smith
Jayne Smith ist eine US-amerikanische Bodybuilderin und ehemalige Schauspielerin.

## Leben
Smith betreibt professionelles Bodybuilding. Dank ihres muskulösen Aussehens durfte sie in zwei Spielfilmen Charakterrollen verkörpern. Sie mimte 1987 im Spielfilm R.O.T.O.R. die Hauptrolle der Dr. Coren Steele. Im Film wurde sie von Georganna Barry synchronisiert. 1990 hatte sie eine Besetzung in dem Film Flesh Gordon – Schande der Galaxis. Sie spielte die Rolle der Mary Turd. Danach zog sie sich aus dem Filmschauspiel zurück.

## Filmografie
- 1987: R.O.T.O.R.
- 1990: Flesh Gordon – Schande der Galaxis (Flesh Gordon Meets the Cosmic Cheerleaders)